# Tal Burstein
Tal Burstein (hebräisch טל בורשטיין; * 19. Februar 1980 in Petach Tikwa) ist ein ehemaliger israelischer Basketballspieler. Burstein spielte unter anderem zehn Spielzeiten für den Rekordmeister Maccabi Tel Aviv, mit dem er neben weiteren israelischen Meisterschaften auch dreimal die Triple Crown, die aus dem Gewinn des nationalen Doubles in Meisterschaft und Pokalwettbewerb sowie dem höchstrangigen europäischen Vereinswettbewerb besteht. Der Junioren-Vizeeuropameister von 2000 nahm mit der israelischen Herren-Nationalmannschaft an vier Basketball-Europameisterschafts-Endrunden teil. Bereits 2012 beendete Burstein seine aktive Karriere, nachdem Hüftbeschwerden eine langwierige operative Behandlung erforderlich gemacht hätten.

## Karriere
Burstein kam ab 1997 in der Mannschaft von Bnei Herzlia an der israelischen Küste zu ersten Einsätzen in der höchsten nationalen Liga Ligat ha’Al. Zudem nahm er als langjähriger Auswahlspieler mit den israelischen Jugend- und Juniorennationalmannschaften an den Wettbewerben der FIBA Europa teil. Burstein war bei der Junioren-Europameisterschaft 2000 in Mazedonien Topscorer seiner Mannschaft und half zusammen mit Yaniv Green mit, einer talentierten spanischen Juniorenauswahl um unter anderem Pau Gasol, José Calderón und Felipe Reyes im Halbfinale ihre einzige Turnierniederlage beizubringen. Den Titelgewinn verpasste man nur knapp nach einer 65:66-Niederlage gegen die slowenische Juniorenauswahl, die von Sani Bečirovič und Boštjan Nachbar angeführt wurde. Bei der Junioren-Weltmeisterschaft ein Jahr später gewann man die ersten vier Spiele, unter anderem gegen eine von Luis Scola und Carlos Delfino angeführte argentinische Juniorenauswahl. Anschließend verlor man jedoch gegen die US-amerikanischen Junioren sowie im Viertelfinale überraschend gegen die Juniorenauswahl der Dominikanischen Republik. Nach einer weiteren Niederlage gegen die Spanier reichte es nach einem Sieg über Australien noch zum siebten Platz.
Bereits zur Saison 2000/01 war Burstein ein Jahr zuvor nach der Junioren-Europameisterschaft zur dominierenden israelischen Vereinsmannschaft Maccabi aus Tel Aviv gewechselt. In dieser Saison verteidigte man nicht nur die Titel in Meisterschaft und Pokal, sondern erreichte erneut das Finale im FIBA-Europa-Wettbewerb Suproleague, das man diesmal in einer Neuauflage des Vorjahresfinales gegen Titelverteidiger Panathinaikos Athen gewinnen konnte. In der folgenden Saison wurde der FIBA-Wettbewerb mit dem abgespaltenen Wettbewerb EuroLeague unter dem Dach der ULEB wieder vereinigt. Trainer Pini Gershon gab die Verantwortung an der Seitenlinie zunächst an seinen Assistenten David Blatt weiter. Bis auf Titelverteidigungen in den nationalen Wettbewerben stellte sich im europäischen Vereinswettbewerb zunächst keine weiteren Erfolge ein, nachdem man in der EuroLeague 2001/02 im Halbfinale an Panathinaikos und ein Jahr später bereits in der Achtelfinal-Gruppenphase an Benetton Treviso scheiterte. Daraufhin übernahm Gershon wieder das Kommando an der Seitenlinie.
Bei der EM-Endrunde 2003 war Burstein auch erstmals im Endrundenkader der Herren-Nationalmannschaft vertreten, nachdem er zwei Jahre zuvor nur die Junioren-Weltmeisterschaft gespielt hatte. Über ein Ausscheidungsspiel zog Israel in das Viertelfinale ein, in dem man dem späteren Vize-Europameister Spanien unterlag und die Chancen auf eine Teilnahme an den Olympischen Spielen 2004 einbüßte. Am Ende belegte Israel auch hier den siebten Platz. In der EuroLeague 2003/04 überstand man die Achtelfinal-Gruppenphase und spielte dann beim Final-Four-Turnier vor heimischem Publikum überzeugend auf, als man im Finalspiel Skipper Bologna mit der höchsten Punktedifferenz in einem Finalspiel der Euroleague 118:74 zerlegte. In der folgenden Saison EuroLeague 2004/05 schlug man beim Final Four im Halbfinale diesmal Panathinaikos und siegte im Finale gegen TAU Cerámica, die im Halbfinale Gastgeber PBK ZSKA Moskau besiegt hatten. Dies war die erste und bis 2013 einzige erfolgreiche Titelverteidigung im ULEB-Wettbewerb und bereits das dritte Triple von Burstein mit Maccabi. Bei der EM-Endrunde 2005 erlaubte sich Israel in der Vorrunde nur eine Niederlage mit 16 Punkten Unterschied gegen den Weltmeister und Gastgeber Serbien und Montenegro. Durch den schlechteren direkten Vergleich musste Israel aber ins Ausscheidungsspiel, das diesmal gegen Griechenland verloren ging. Burstein, in den beiden Spielen zuvor Topscorer seiner Mannschaft, blieb in diesem Spiel blass.
In der folgenden EuroLeague 2005/06 zog Burstein mit Maccabi als Titelverteidiger erneut ins Finalspiel ein, das diesmal jedoch gegen ZSKA Moskau verloren ging. Nach dem Verpassen des dritten Triples in Folge wechselte Trainer Gershon zu Olympiakos Piräus und die zuvor selbstverständlichen Erfolge von Maccabi stellten sich nicht mehr wie gewünscht ein, so dass es in den folgenden beiden Jahren zu mehreren Trainerwechseln kam. In der Saison 2006/07 verlor man den Titel im nationalen Pokalwettbewerb und scheiterte in den Viertelfinal-Play-offs an Titelverteidiger ZSKA, die Maccabi auch in der EuroLeague 2007/08 im Finale besiegten und sich den Euroleague-Titel zurückholten. Der Vizemeisterschaft in der Euroleague 2008 war aber auch im Wesentlichen der einzige Erfolg in jener Saison, in der Burstein wegen Verletzungen nur wenige Einsätze für Maccabi hatte. Man konnte sich nicht nur den Titel im nationalen Pokalwettbewerb nicht zurückholen, sondern verlor auch überraschend das Meisterschaftsfinale gegen Hapoel Holon, so dass man auch diesen Titel abgeben musste. Daraufhin kam Pini Gershon ein weiteres Mal zu Maccabi als Trainer zurück, doch in der EuroLeague 2008/09 schied man diesmal bereits vor dem Viertelfinale aus und so früh wie zuletzt vor sechs Jahren. Nachdem man den nationalen Pokalwettbewerb wiederum nicht gewonnen hatte, rettete man die Saison, als man sich den Titel in der nationalen Meisterschaft zurückholen konnte. Das EM-Endrundenturnier 2009 verlief für Burstein mit Israel enttäuschend, als man alle drei Gruppenspiele verlor und nach der Vorrunde ausschied.
Nach der Rückkehr von seiner verletzungsgeplagten Saison 2007/08 war die Saison 2008/09 für Burstein jedoch persönlich enttäuschend und er wechselte zur Saison 2009/10 in die spanische Liga ACB zum Verein aus Fuenlabrada. Nachdem diese Mannschaft im Vorjahr nur knapp wegen des schlechteren direkten Vergleichs den Einzug in die Play-offs um die spanische Meisterschaft verpasst hatte, reichte es am Saisonende diesmal jedoch nur zum drittletzten Tabellenplatz. Burstein kehrte daraufhin zu Maccabi zurück, bei denen nach dem erneuten Verlust der Meisterschaft Trainer Gershon wiederum David Blatt Platz gemacht hatte. Die Saison 2010/11 verlief dann wieder sehr erfolgreich und Maccabi verlor in nationalen Wettbewerben nur zwei Spiele und sicherte sich wiederum das Double. In der EuroLeague 2010/11 zog man wieder in das Final Four ein, wo es wie in früheren Zeiten zum Finalspiel gegen Panathinaikos kam. Die griechische Mannschaft konnte sich jedoch mit 78:70 durchsetzen und Bursteins viertes Triple in seinem sechsten Finalspiel im höchsten europäischen Vereinswettbewerb verhindern. Nachdem Burstein im Halbfinale schon ohne individuelle Punkte geblieben war und nur Rebounds und Assists für sich hatte verbuchen konnte, blieb er im Finale in unter zehn Minuten Einsatzzeit außer mit einem Ballverlust ohne positiven Eintrag auf dem Statistikbogen. Auch beim EM-Endrundenturnier 2011 blieb Burstein blass. Nach einer desaströsen Auftaktniederlage gegen Deutschland verlor man auch die folgenden beiden Spiele, so dass die abschließenden beiden Siege nicht mehr zu einer Qualifikation für die Zwischenrunde reichten. In der Saison 2011/12 versuchte Burstein noch einmal anzugreifen, doch in den Viertelfinal-Play-offs der EuroLeague 2011/12 verlor man in fünf Spielen gegen Titelverteidiger Panathinaikos. In den nationalen Wettbewerben konnte man hingegen das Double verteidigen. Nach Saisonende wurde nach eingehender Untersuchung seiner Hüftbeschwerden eine operative Behandlung für notwendig erachtet, die zu einer langwierigen Pause geführt hätten. Burstein beendete daraufhin seine aktive Karriere.